# Georg von Fabrice
Georg Friedrich von Fabrice (* 18. Oktober 1830 in Neustrelitz; † 25. Februar 1908 in Strelitz) war ein deutscher Verwaltungsjurist.

## Leben
Georg von Fabrice entstammte der mecklenburgischen Linie der Fabrice (Adelsgeschlecht). Er war ein Sohn des mecklenburg-strelitzischen Oberlandjägermeisters und Kammerherrn August Georg Adolf Friedrich von Fabrice (1784–1832). Der Oberlanddrost August von Fabrice war sein älterer Bruder.
Fabrice besuchte das Gymnasium Carolinum (Neustrelitz) bis zum Abitur 1850. Er studierte Rechtswissenschaft an der Georg-August-Universität Göttingen und wurde 1851 im Corps Bremensia aktiv. Als Inaktiver wechselte er an die Friedrich-Wilhelms-Universität zu Berlin und zum Wintersemester 1852/53 an die Universität Rostock. 1853/54 leistete er seinen Dienst als Einjährig-Freiwilliger im Neustrelitzer Bataillon. Ab April 1854 setzte er sein Studium in Rostock fort. 1857 trat er nach bestandenem Examen als Auditor und Kammerjunker beim Amt Mirow in den Dienst des Großherzogtums Mecklenburg-Strelitz. Als Referendar war er im Justizamt der Landvogtei Schönberg eingesetzt. Nach bestandenem Richterexamen war er im Domänenamt und Amtsgericht Feldberg tätig, dann in Mirow. 1866 wurde er Assessor des Großherzoglichen Kammer- und Forstkollegiums.
1869 erfolgte seine Berufung zum Drost für das Amt Strelitz. 1871 wurde er Kabinettsbeamter und Oberinspektor der Irren- und Strafanstalt Strelitz. Bis 1906 war er zudem Vorsteher der Wegekommission. 1893 wurde er zum Landdrost und 1904 zum  Oberlanddrost ernannt.
Seine Ehefrau war Sophie Freiin von Bellersheim, ihre Tochter Luise heiratete 1894 in Altstrelitz den Fideikommissherrn Hilmar von der Wense auf Wense. Deren Sohn ist Ernst-August von der Wense auf Wense.

## Ehrungen
- Hausorden der Wendischen Krone
  - Komtur (1903)
  - Großkomtur (1905)
- Exzellenz (1907)
- Königlicher Kronen-Orden (Preußen) (1908)